# Myrmecophagidae
I formichieri sono mammiferi appartenenti all'ordine Pilosa, costituenti la famiglia dei Mirmecofagidi, distribuita esclusivamente in Sudamerica e America centrale.

## Sistematica
La famiglia è rappresentata da 3 specie viventi, incluse in due generi:
- Genere Myrmecophaga
  - Myrmecophaga tridactyla (Formichiere gigante)
- Genere Tamandua
  - Tamandua mexicana
  - Tamandua tetradactyla (= T. longicaudata)

## Morfologia

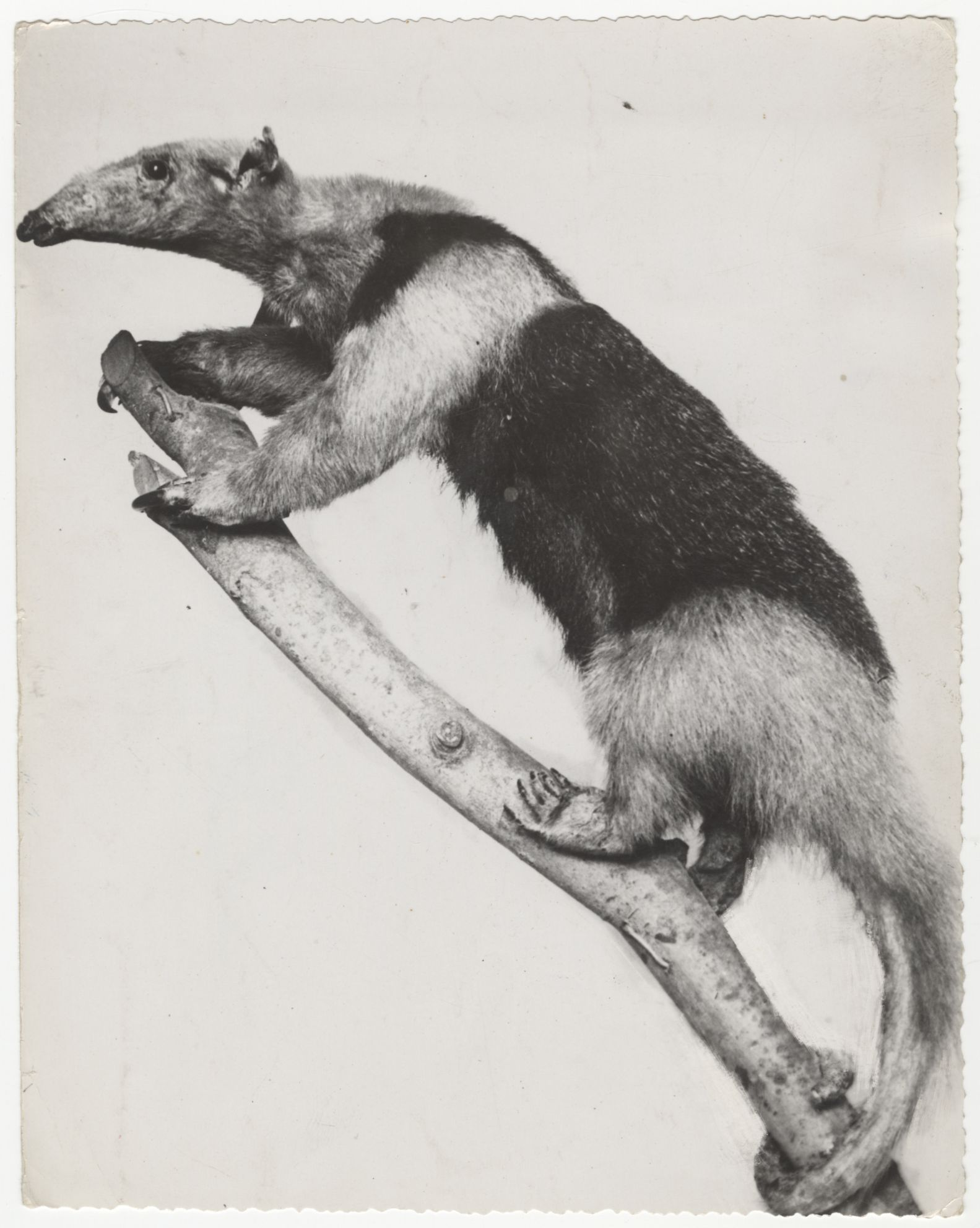
Esemplare immortalato nel 1965

I Mirmecofagidi mostrano un corpo robusto, di forma allungata e compresso lateralmente. La lunghezza, esclusa la coda, varia dai 15 cm del ciclopede ai 120 cm  del formichiere gigante.
Privi di denti, presentano un lungo muso conico a forma di proboscide e una lingua filiforme, vischiosa, con la quale catturano le termiti e le formiche, che costituiscono la loro dieta, introducendola rapidamente nei formicai attraverso le aperture prodottevi con i grossi unghioni. Si stima che ne divorino 35000 al giorno tra termiti e formiche, senza però distruggerne i nidi, allo scopo di lasciare intatte le risorse alimentari. Individuano la preda attraverso l'olfatto e non attraverso la vista. La loro selettiva dieta rende improbabile vederli negli zoo. 
Due specie, il tamandua e il formichiere nano vivono sugli alberi. Sono  sostanzialmente animali solitari, a parte il periodo dell'accoppiamento. La femmina partorisce un cucciolo all'anno. Cibandosi soltanto di insetti, non sono animali aggressivi, ma se minacciati difendono sé stessi e prole, assumendo una posizione pseudoeretta e sferrando colpi coi lunghi artigli (10 cm nel caso del formichiere gigante) che talvolta consentono alle specie più grandi di far desistere perfino i grossi felini americani. 
Dormendo si riparano e proteggono con la foltissima coda.